# Sammarruco
I Soummakis (detti altrimenti Summachi o Sumachi; Σουμμάκης o Σουμάκη in greco; o Sammarruco per il ramo trasferito in Terra d'Otranto) sono un'antica famiglia di Zante che si è distinta nelle province greche della Repubblica Veneta.

## Storia
Originari di Costantinopoli passati a Creta, vennero iscritti al Libro d'Oro della nobiltà di Zante tra le famiglie originarie (nobili tra il 1483 ed il 1572).

### Zante
Vari personaggi della famiglia sono ricordati in atti e pubblicazioni.
Giorgio S. da Zante, citato in un atto del settembre 1582 del sultano Murad III al Doge
 Nicolò da Ponte, quale importante finanziatore di un carico marittimo, alla presenza del cadì di Kalamata (Calamino). Sempre nel campo marittimo, l'Ufficio di Sanità di Venezia registra nel 1593 l'arrivo di un galeone S. proveniente da Costantinopoli all'isola del Lazzaretto.
Nel XVII secolo la famiglia S. si distinse nella letteratura con il nobile Angelo S. nel 1628, citato anche come Antzolos S., autore di una storia della rivolta di Zante, e con lo storico nobile Michele S. nel 1658, autore di un celebre Pastor Fido.
Nel 1683 Giorgio (Zorzi) S., notaio, era tra i 14 firmatari delle regole di aggregazione della Nobiltà di Zante (ratificate nel 1684 dal Senato di Venezia). Egli all’estinzione del ramo principale dei S. (1691), venne iscritto nel 1692 nel Libro d’Oro della nobiltà di Zante ed aggregato al Maggior Consiglio in sostituzione di un membro della famiglia Fusco (Fuschi).
Demetrio S. nato a Venezia, ma figlio di un medico di Santa Maura nobile di Zante, fu cinque volte Cancelliere della Serenissima (1754-1772) tra Santa Maura, Prevesa ed Asso. Si ricorda che le professioni consentite ai Nobili di Zante erano solo quelle di medico, avvocato, religioso, professore, notaio, artista e orafo.
Si ricordano tra i nobili S., in particolare, Lodovico, Giorgio, Caterina, Anna di Giovanni madre del poeta illuminista Antonio "Eumenio" Martelao (1754-1819), Antonio, Giorgio di Antonio, Angelo, Michele e Zorzi (Giorgio).

### Otranto
La famiglia si legò anche alla nobile famiglia dei Conti Balsamo di Zante. Nel corso del secolo XIX, a seguito dei rivolgimenti politici che avevano coinvolto le isole Ioniche, un ramo dei S. si trasferì da Zante ad Otranto ove si imparentò con famiglie della nobiltà locale e divenne un discreto proprietario terriero. Il cognome venne alterato nella vulgata locale nel più familiare Sammarruco e così progressivamente italianizzato e definitivamente adottato.
Vincenzo Sammarruco, di Pietro, industriale e facoltoso proprietario terriero, sempre orgoglioso dell'origine greca, riscontrabile anche nei tratti, sposa la nobile Saveria Nachira, di Giuseppe Nachira Nachira e di Caterina Nachira Renis, famiglia decurionale di Uggiano la Chiesa ove esiste ancora l'antica dimora familiare, discendente dal colto monaco basiliano, il nobile Macario Nachira, uno degli 800 Martiri di Otranto, trucidati per la fede dai Turchi nel 1480, santificati nel 2013.
Della numerosa prole di Vincenzo, si ricordano, per via femminile, tra le altre le figlie Maria Addolorata (Nina) sposata a S.E. Don Ramiro Duràn Figueros, Ambasciatore Straordinario Plenipotenziario del Guatemala in Italia, già Consigliere d'Ambasciata presso la Santa Sede, figlio del Generale Victor Duran Mollinedo, già Ambasciatore Straordinario Plenipotenziario del Guatemala in Italia e di D. Maria Piedad Figueros de Duràn, Giuseppina (Peppina) vedova del Comm. Don Carlo de Mori, Cameriere Segreto di Spada e Cappa di S.S. e ved. dell'avv. Luigi Bruni, proprietaria dello splendido palazzo de Mori Sammarruco, nel centro storico di Otranto, risalente al ‘400 recentemente restaurato e portato a nuovo splendore, Maria Donata (Donatina) sposata al Nobile Mario Giacomi Giacobini, Maria Antonietta (Tetta) sposata Sparro, ecc. Molti S. hanno ricoperto la carica di consigliere e sindaco di Otranto, da ultimo il candidato sindaco e consigliere comunale, avvocato Corrado Francesco S..